# Den hemlige miljonären
Den hemlige miljonären är ett svenskt reality-TV-program på Kanal 5 som började sändas 2011.
Programformatet är brittiskt och bygger på att några av Sveriges mest välbärgade personer lämnar lyxlivet och skall leva en vecka bland fattiga och utslagna. Samtidigt är det ingen annan där som känner till att denne person är miljonär.
Den sista dagen avslöjar miljonären sin identitet, och har möjlighet att skänka en valfri summa pengar från sin privata förmögenhet för att hjälpa de personer de mött så att de ska kunna fortsätta sin hjälpverksamhet eller förbättra sina liv.

## Kritik
Programmet har fått kritik för att de har överdrivit städers fattigdom. Ett exempel på detta är när de var på Råslätt i Jönköping och de boende var rasande efter att programmet sänts. De ansåg att Kanal 5 framställde stadsdelen mycket värre än vad den egentligen var.